# Oophaga lehmanni
Espèce
Synonymes
- Dendrobates lehmanni Myers & Daly, 1976

Statut de conservation UICN

 CR B2ab(iii) : 
En danger critique
Statut CITES
Oophaga lehmanni est une espèce d'amphibiens de la famille des Dendrobatidae.

## Répartition
Cette espèce est endémique de la Colombie. Elle se rencontre dans les départements de Valle del Cauca et de Chocó de 600 à 1 200 m d'altitude sur le versant Ouest de la cordillère Occidentale.
Elle vit dans la forêt tropicale humide.

## Description
Les mâles mesurent de 31,3 à 35,3 mm et les femelles de 31,3 à 34,3 mm.

## Régime alimentaire
Sa nourriture est constituée de petits insectes souvent venimeux. Le venin de ces insectes se retrouve sur sa peau et lui sert à se défendre, comme pour la plupart des Dendrobatidae. Elle est très apparentée à Oophaga histrionica, avec laquelle elle est interféconde, ce qui les rend parfois difficile à distinguer.

## Étymologie
Elle est nommée en l'honneur du biologiste colombien Frederico Carlos Lehmann Valencia (1914–1974).

## Protection
L'Union internationale pour la conservation de la nature (UICN) considère qu'il s'agit d'une « espèce en danger critique d'extinction » (CR). Sa zone d'occurrence est estimée à moins de 10 km2 et continue à régresser. De plus, les populations de cette grenouille semblent gravement fragmentées.
Le 7 novembre 2018, 53 Oophaga histrionica, 50 Oophaga lehmanni et 13 Oophaga sylvatica sont saisies à l'aéroport international El Dorado par la police. Considéré comme un crime environnemental en Colombie, le trafic d'espèces sauvages est sanctionné par des amendes pouvant atteindre un million de dollars. Selon le secrétariat à l'environnement de la mairie de Bogota, il s'agit alors de « la plus importante saisie d'amphibiens confisqués à des trafiquants de faune sauvage à Bogota », avec une valeur marchande estimée à plus de 380 000 dollars.

## Publication originale
- Myers & Daly, 1976 : Preliminary evaluation of skin toxins and vocalization in taxonomic and evolutionary studies of Poison-Dart Frogs (Dendrobatidae). Bulletin of American Museum of Natural History, vol. 157, p. 173–262 (texte intégral).